# Oppegaard Spur
L'Oppegaard Spur, (in lingua inglese: Sperone Oppegaard), è uno stretto sperone roccioso antartico, lungo 3,7 km, che fa parte dei Monti della Regina Maud, in Antartide. Si estende in direzione nordovest dalla porzione sudoccidentale del Monte Speed, appena a est del Ghiacciaio Kosco, dove quest'ultimo entra nella Barriera di Ross.
Il picco è stato scoperto e fotografato dall'United States Antarctic Service nel 1939–41.
La denominazione è stata assegnata dall'Advisory Committee on Antarctic Names (US-ACAN) in onore del marinaio Richard D. Oppegaard, comune di prima classe della U.S. Navy, che perse la vita l'8 novembre 1957 in un incidente avvenuto a bordo della nave della U.S. Naval Support Force in Antartide dove prestava servizio.